# Груба акула гостроспинна
Груба акула гостроспинна (Oxynotus paradoxus) — акула з роду Груба акула родини Грубі акули. Інша назва «вітрилоплавцева акула».

## Опис
Загальна довжина досягає 1,18 м. Голова відносно коротка, сплощена зверху. Очі великі, овальні. За ними розташовані великі бризкальця. Рот дуже маленький, губи товсті, м'ясисті з численними поперечними складками. У неї 5 пар дуже коротких зябрових щілин. Тулуб щільний, доволі гладкий, у розрізі має трикутну форму. Шкіряна луска велика, висока, відносно рідко розкидана. Цим створює вигляд грубої. Має 2 дуже високих спинних плавця з шипами. Передній спинний плавець більше за задній. Хвостовий плавець широкий та короткий. Анальний плавець відсутній.
Забарвлення спини й боків темно-коричневе, іноді майже чорне. Черево має трохи світліший колір.

## Спосіб життя
Тримається на глибині між 265 та 725 м. Зустрічається біля континентальних схилів. Це бентофаг, полює на здобич біля дна. Не дуже активна акула. Живиться кальмарами, креветками, ракоподібними, невеличкою костистою рибою.
Це яйцеживородна акула. Народжені акуленята складають 25 см завдовжки.

## Розповсюдження
Мешкає від узбережжя Шотландії (Велика Британія) до Сенегалу. Також є в акваторії Мадейри й Канарських островів.